# معركة تعز (2011)

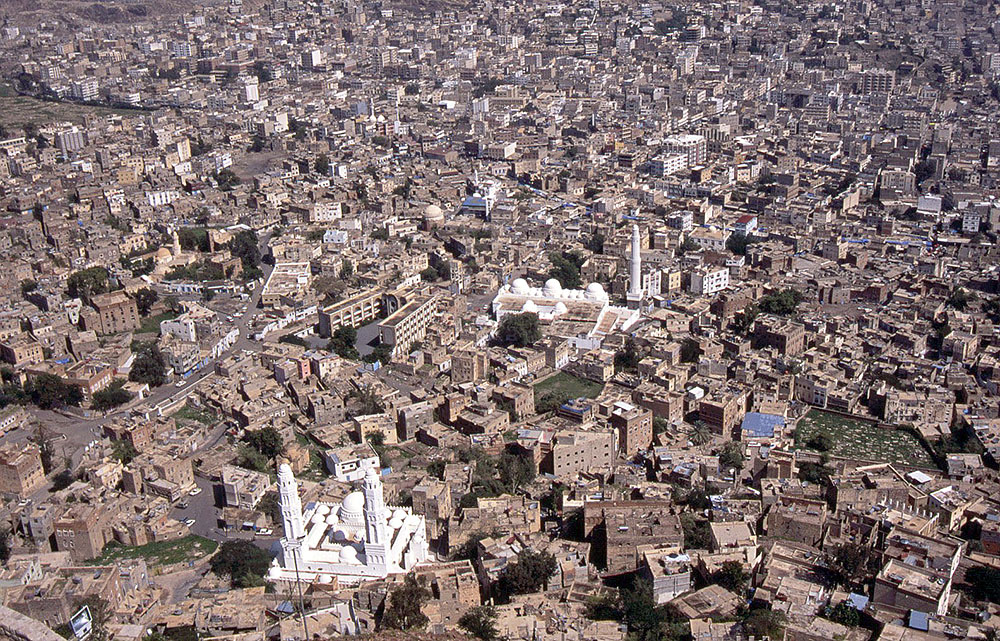
صورة جوية لمدينة تعز

معركة تعز بدأت خلال ثورة الشباب اليمنية في 29 مايو 2011م بين القوات الموالية للرئيس علي عبدالله صالح والمعارضة، مدعومة ببعض رجال القبائل المسلحين والجنود المنظمين للثورة في مدينة تعز، ويعد أهم أسباب المعركة قيام قوات الأمن بإحراق خيام المعتصمين في ساحة الحرية بتعز.
ليلة 29 مايو 2011، مع حلول الليل على مدينة تعز اليمنية، كانت قوات الأمن والعصابات المسلحة تحاصر ميدان الحرية، وهو ساحة أصبحت مركزاً للتظاهر ضد الرئيس علي عبد الله صالح. أطلق المهاجمون النار على المتظاهرين من بنادقهم. أشعلوا النار في خيام المتظاهرين. داهموا المستشفيات القريبة وخيمة طبية ممتلئة بالمتظاهرين المصابين. ثم هدموا المخيم بالجرافات. مع حلول الفجر، قتلت قوات الأمن 15 متظاهراً وأصابت أكثر من 260 آخرين.

## معلومات أساسية
قامت مظاهرات شعبية على غرار الثورة التونسية وزادت حدتها بعد ثورة 25 يناير المصرية خرج المتظاهرون للتنديد بالبطالة والفساد الحكومي وعدد من التعديلات الدستورية التي كان ينويها علي عبد الله صالح، مؤشر التنمية البشرية منخفض جدا في اليمن، إذ تحتل البلاد المرتبة 133 من 169 دولة يشملها التقرير والحكومة يمنية هي أكثر الحكومات فسادا سياسيا وعسكريا واقتصاديا جاء ترتيب اليمن في المرتبة 164 من 182 دولة شملها تقرير الشفافية الدولية لعام 2011 المعني بالفساد، ولا تتجاوزه دول عربية أخرى سوى العراق والصومال حكم علي عبد الله صالح اليمن لمدة 33 سنة وأستأثر أقاربه وأبناء منطقته بمناصب مهمة وحساسة في الدولة وصنف اليمن كدولة فاشلة واحتل المرتبة 13 من قبل مؤسسة صندوق دعم السلام المعني بتصنيف فشل الدول
خرج مايقارب 16,000 متظاهر في 27 يناير 2011 تنديدا بالأوضاع الاقتصادية والسياسية للبلاد وأعلن صالح أنه لن يرشح نفسه لفترة رئاسية جديدة ولن يورث الحكم لإبنه أحمد في 2 فبراير تظاهر 20,000 شخص في الميادين العامة مطالبة بتنحي صالح دون شروط في بدايات شهر مارس، بدأ الأمن المركزي باستعمال العنف ضد المتظاهرين، فقتل ثلاثة أشخاص في صنعاء وشخص في المكلا وفي 18 مارس، قتل 52 شخص برصاص قناصة ورغم أن اليمن من أكثر بلدان العالم تسلحا، حاول الثوار المحافظة على سلمية ثورتهم قدر المستطاع ولم يشكل الطلبة والشباب الذين كانوا لب الاحتجاجات أي ميليشيات مسلحة للتصدي لقوات الأمن المركزي.

صورة العام لمتظاهر يمني مصاب بعدسة صاموئيل آراندا لصحيفة النيويورك تايمز

في 23 أبريل، قبل صالح اقتراحا بالتنحي ونقل الحكم إلى نائبة بعد ثلاثين يوما من التوقيع، وشمل الاتفاق حصانة له ولأسرته، وتشكيل حكومة وفاق وطني من المؤتمر واحزاب اللقاء المشترك، ، لم يتم التوقيع والاتفاق رسمي أو من الجانبين ومع إمكانية استمرار المواجهة. قررت المعارضة الموافقة على الصفقة بعد أن كانت قد رفض في البداية شروط صالح، ومن المتوقع أن يدخل حيز التنفيذ قبل 2 مايو. رفض صالح التوقيع بنفسه، وقد رفضت المعارضة اقتراحا لتوقيع الاتفاقية من كبار المسؤولين كوكلاء عن صالح. في 22 مايو، بعد أن وافق صالح على هذه الصفقة وبعد ساعات فقط رفض صالح التوقيع على المبادرة، وأعلن «مجلس التعاون الخليجي» عن تعليق جهودها في التوسط في اليمن.
وتم التوقيع على المبادرة أخيراً في يوم الأربعاء 23 نوفمبر في الرياض على اتفاق نقل السلطة في اليمن في ضوء المبادرة الخليجية حيث اتفقت الأطراف على تشكيل حكومة وحدة وطنية خلال 14 يوما وإجراء انتخابات رئاسية خلال 90 يوما، وفي 25 فبراير 2012 (انتهى حكم على عبد الله صالح رسميا).
و بعد الانتخابات الرئاسية اليمنية 2012 والتي فاز بها المرشح الوحيد الرئيس الحالي عبد ربه منصور هادي ، هدأت المظاهرات التي استمرت سنة وشهرا كاملا وقتل فيها 2,000 و22,000 جرح وسجن 1,000 متظاهر وتعرض للتعذيب ولازالت بعض الاحتجاجات والاعتصامات مستمرة التي ترى أنه لم يتم تحقيق مطالب الثورة بعد، ومن المتوقع أن تقام انتخابات رئاسية وبرلمانية في 2014

## خلفية
تعز منذ فترة طويلة معقل معارضة للرئيس صالح. لعبت تعز دوراً هاماً في الاحتجاجات وشهدت العديد من انتهاكات حقوق الإنسان الأكثر خطورة. تلك العاصمة السابقة لليمن التي تقع 250 كيلومتراً جنوبي العاصمة صنعاء، اشتهر سكانها البالغ عددهم 800 ألف نسمة تقريباً بأنهم من بين الأفضل تعليماً في اليمن، وحتى بدء القتال في أواسط 2011، من المدن الأقل قبلية في الدولة. ويقول الكثير من سكان تعز إنهم يرون أن الرئيس صالح – الذي خدم في منصب الحاكم العسكري لتعز قبل أن يصبح رئيس اليمن الشمالي – يكره المدينة. في بدايات المظاهرات، راحت العصابات المسلحة تهتف «براغلة»، وهو وصف تحقيري لسكان تعز الحضريين، ويوحي بالضعف، وذلك أثناء قيام العصابات بضرب المتظاهرين المعارضين للحكومة بالهراوات.

## احراق ساحة الحرية
أعتصم المتظاهرين في الساحة الرئيسية في المدينة منذ بدء الانتفاضة ضد حكم الرئيس صالح والذي أطلق عليه المتظاهرين اسم ميدان الحرية. كانت المظاهرات سلمية معظمها. ومع ذلك، تغيرت في 29 مايو، عندما بدأ الجيش عملية لسحق الاحتجاجات وإخراج المتظاهرين من اعتصامهم في ميدان الحرية. أطلقت القوات الذخيرة الحية على المتظاهرين ورشتهم بخراطيم المياه وقامت بأحراق خيامهم واخلاء الساحة بالجرافات التي دهست بعض من المعتصمين. ووصفت المعارضة الحادثة كمذبحة.هولوكست تعز 
في 30 مايو وصل عدد قتلى اقتحام ميدان الحرية بتعز 57 متظاهرا على الأقل ومئات الجرحى. تم الاستعانة بالأسلحة الثقيلة والدبابات خلال الاقتحام.
في 31 مايو، تجمعت حوالي 100 متظاهرة من النساء في ساحة مركزية للاحتجاج وتحدت قوات الأمن القريبة من استخدام القوة مما يمثل انتهاكا للأعراف والتقاليد الاجتماعية. ولكن سرعان ما فرق الاحتجاج بضابطات الشرطة النسائية والنساء اللاتي يؤيدن الرئيس.
في 2 يونيو، بدأ المتظاهرين المسلحين بالنزول للشوارع لأول مرة ولقي اثنان منهم مصرعهما مع ثلاثة جنود، في تبادل لإطلاق النار.
في 3 يونيو، تضاربت الأنباء حول محاولة اغتيال الرئيس اليمني في مسجد دار الرئاسة. اتهم الإعلام اليمني أنصار صادق الأحمر بارتكاب الجريمة بينما لم ينفَ أنصار صادق أن تكون لهم علاقة بالأمر. بينما يرى آخرون بأن في الأمر مسرحية يتصنعها النظام لمنح صالح فرصاً أخرى للمماطلة وعدم التنازل عن السلطة. في صوت يعتقد بأنه للرئيس على عبد الله صالح وبعد ساعات من الحادث أكّد فيه أنه بخير، وأشار في رسالة صوتية وجهها مساء الجمعة، إلى أن الهجوم الذي استهدفه وقع أثناء جهود وساطة مع أبناء الأحمر.

## المعارك مع مسلحي القبائل والقوات الحكومية
في 7 يونيو، قام حوالي 400 من مسلحين المعارضة بطرد قوات الأمن من تعز والسيطرة على المدينة. وبعد ذلك، يحاول الجيش التجمع خارج المدينة للتجهيز لهجوم مضاد. خلال الاشتباكات، أطلقت دبابة قريبة من قصر الرئاسة قذيفة على مبنى سكني مما أسفر عن مقتل أربعة أشخاص، بينهم ثلاثة أطفال.
في 14 يونيو، تظاهرة للمرأة ضد صالح تطالب بأبعاده عن السلطة. وفي اليوم التالي وقوعت اشتباكات عنيفة بين القوات الحكومية ومقاتلي المعارضة في المدينة، مما أسفر عن سقوط ضحايا على كلا الجانبين. كما أحرق المسلحين ناقلتي وقود.
في 16 يونيو، نظمت تظاهرة كبيرة ضد محاولات إقليمية ودولية لتقويض حركة المتظاهرين وطالبت بتشكيل مجلس انتقالي لإدارة البلاد بدون أي من أعضاء نظام صالح. وأستأنف المتظاهرين اعتصامهم في ميدان الحرية.
في 1 أغسطس، قتل اثنان من الجنود الموالية للحكومة وواحد من مسلحي القبائل المعارضين للحكومة في اشتباكات في شمال المدينة بعد أن هاجم مسلحي القبائل نقطة تفتيش عسكرية وقامت دبابات الجيش بقصف الأجزاء الشمالية من المدينة.

## 11 نوفمبر 2011 جمعة لا حصانة للقتلة
قتل ما لا يقل عن 17 مدنيا وأصيب حوالي 50 من القصف المدفعي من قبل القوات المؤيدة لصالح في مدينة تعز ، وبين الضحايا أربع نساء  ثلاث منهن سقطن داخل ساحة الإعتصام في قصف بالرشاشات الثقيلة على قسم من الساحة مخصص للنساء فيما سقطت امرأة رابعة في حي الحصب إثر سقوط قذيفة على منزلها، وطال القصف مستشفى الروضة الأهلي الذي نُقل إليه عدد من الجرحى  ، واضطر المعالجون إلى نقل الجرحى للطابق الأرضي لحمايتهم من القصف العنيف الذي أصاب الطابقين الرابع والثالث بأضرار كبيرة .
وأكد مصدر طبي للجزيرة نت أن من بين القتلى التسعة طفلا في التاسعة من عمره، إضافة إلى أكثر من 22 شخصا ما زالوا يتلقون العلاج في المستشفى جراء الجروح التي أصيبوا بها. وكانت قوات من الحرس الجمهوري قد قصفت بالدبابات والمدفعية عددا من المناطق شمالي مدينة تعز، مما أدى إلى مقتل طفل وجرح أكثر من عشرة آخرين.
وجرى ذلك بعد يوم من بدء مبعوث الامم المتحدة مهمة جديدة لدفع الرئيس علي صالح للاستقالة في اطار خطة السلام المدعومة من الخليج. انطلق عشرات الآلاف في احتجاجات ضد صالح، مطالبين إلى تقديمه للمحاكمة بتهمة ارتكاب جرائم ضد الإنسانية.
بين 1 ديسمبر و4 ديسمبر، قتل 28 مدنيا في اشتباكات في المدينة. كما قتل عدد من الجنود الموالون للحكومة ومقاتلي المعارضة.